# Майердорф
Майердорф (нем. Maierdorf) — коммуна в Австрии, в федеральной земле Штирия. 
Входит в состав округа Фельдбах.  Население составляет 579 человек (на 31 декабря 2005 года). Занимает площадь 9,3 км².

## Политическая ситуация
Бургомистр коммуны — Йохан Винклер (АНП) по результатам выборов 2005 года.
Совет представителей коммуны (нем. Gemeinderat) состоит из 9 мест.
- АНП занимает 9 мест.